# Equivalência ricardiana

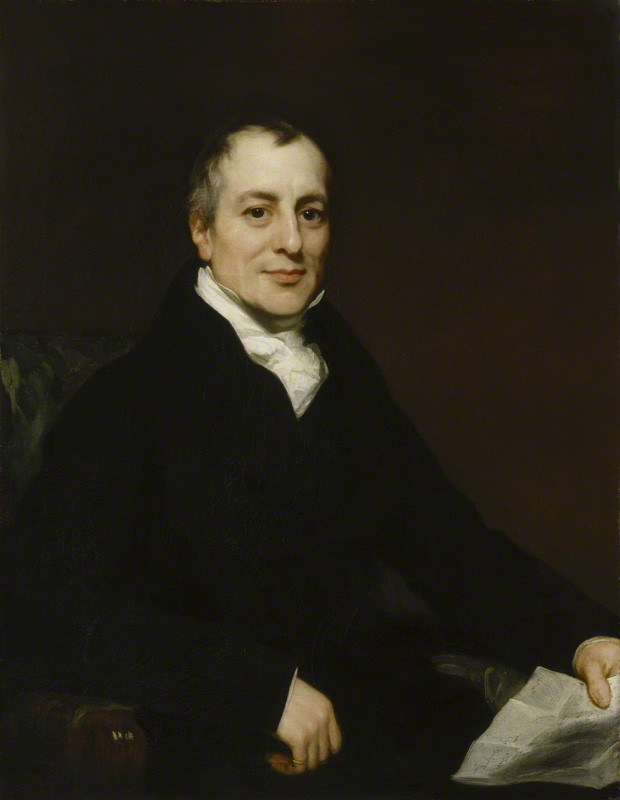
Retrato de David Ricardo por Thomas Phillips

A equivalência ricardiana ou proposição Ricardo-Barro afirma que nem os déficits do governo, nem a dívida pública afetam a atividade econômica. Foi proposta pelo economista inglês David Ricardo no século XIX, e desenvolvida posteriormente por Robert Barro. Essa teoria da economia política sugere que o déficit fiscal não afeta a demanda agregada, nos termos de Keynes.  

## Proposição Ricardiana
A argumentação em que se baseia a teoria é a seguinte: o governo pode financiar seus gastos por meio de tributos cobrados dos atuais contribuintes ou pela emissão de dívida pública. No entanto, se for escolhida a segunda opção, mais cedo ou mais tarde teriam que ser pagas as dívidas, aumentando os tributos acima do que eles seriam no futuro, se a escolha tivesse sido outra. A escolha (trade-off) é entre pagar tributos hoje ou pagar amanhã. 
Neste caso, para um determinado valor da despesa pública, a substituição de tributos por dívida não teria qualquer efeito na demanda agregada nem na taxa de juros. Como a dívida apenas adia os tributos para o futuro, os consumidores, que são simultaneamente contribuintes, antecipando o aumento futuro dos tributos, vão reagir à redução de tributos aumentando a sua poupança, adquirindo os títulos da dívida pública emitidos. Assim, como a poupança privada aumenta no mesmo montante que o déficit orçamentário, a taxa de juros mantém-se inalterada. O déficit não provoca qualquer redução do ritmo de acumulação do estoque de capital, nem deterioração das contas externas. A dívida pública não afeta a riqueza do setor privado. Então, em termos de efeitos na economia, o financiamento da despesa pública por meio da dívida pública é equivalente ao financiamento por meio de tributos.
Suponha, por exemplo, que o governo decida financiar uma despesa adicional através de um déficit, isto é, cobrando tributos amanhã. Ricardo argumentou que, embora os cidadãos tenham mais dinheiro hoje, eles perceberiam que teriam que pagar tributos mais altos no futuro e, portanto, economizariam dinheiro adicional para pagar tributos futuros. Essa maior poupança por parte dos consumidores compensaria exatamente a despesa adicional do governo, de tal forma que a demanda agregada permaneça inalterada.

## Equivalência Ricardo-Barro
Em 1974, Robert J. Barro forneceu alguns fundamentos teóricos para a especulação de Ricardo, com a publicação de  um artigo intitulado "As obrigações do governo são riqueza líquida?" [Os títulos do governo são ricos em riqueza?] No Journal of Political Economy (Vol. 82, nº 6. (novembro-dezembro de 1974), pp. 1095-1117). 
Este modelo assume que:
- As famílias atuam como dinastias que vivem até o infinito, devido ao altruísmo intergeracional;
- Os mercados de capitais são perfeitos (no sentido de que todos podem tomar emprestado e emprestar com a mesma taxa de juros) e que;
- Durante o caminho, as despesas do governo são dadas.

Nessas condições, se o governo financiar as despesas emitindo títulos de dívidas, as famílias deixarão doações aos seus filhos suficientemente grandes para compensar os tributos mais altos que serão necessários para pagar esses títulos. Este artigo é uma contribuição importante para a nova macroeconomia clássica, construída em torno da hipótese das expectativas racionais.
A teoria da equivalência ricardiana sugere que as tentativas do governo de influenciar a demanda agregada através da política fiscal estão condenadas ao fracasso. Essa ideia é frontalmente oposta à teoria keynesiana, que afirma que a política fiscal, devido aos efeitos do multiplicador de renda, será eficaz, conseguindo que aumentos no déficit público alcancem maiores aumentos na proporção da demanda agregada do atual governo.